# Но Джин Гю
Но Джин Гю (кор. 노진규, 盧珍圭, род. 20 июля 1992 года в Сеуле, умер 3 апреля 2016 года в Сеуле) — южнокорейский шорт-трекист, многократный чемпион мира. Окончил Корейский национальный спортивный университет на факультете физического воспитания.

## Спортивная карьера
Но Джин Гю начал кататься на коньках в начальной школе Квачхон в Сеуле, последовав за своей старшей сестрой Но Сон Ён. Во время учебы в средней школе Кёнги он был выбран в качестве младшего представителя сборной.
В 2010 году завоевал четыре золотых медали, в том числе в многоборье на чемпионате мира среди юниоров, проходившем в Тайбэйе. В феврале 2011 года выиграл золотые медали в беге на 1500 м и в эстафете на 15-х зимних Азиатских играх в Алматы-Астане, проходивших в Казахстане. В финале Кубка мира сезона 2010/11 занял общее 2-е место в беге на 1000 м.
В марте стал обладателем четырёх золотых медалей на чемпионате мира в Шеффилде, также в личном многоборье, и золотой медали чемпионата мира среди команд в Варшаве, установив при этом мировой рекорд а забеге на 1500 м и 3000 м. В финале Кубка мира сезона 2011/12 занял общее 2-е место в беге на 1000 м. Вскоре после дебюта установил отличный рекорд, выиграв 11 подряд 1500 метров на международных соревнованиях.
В 2012 году завоевал золотую медаль на дистанции 1500 м, три серебряных и одну бронзовую медали на чемпионате мира в Шанхае и стал серебряным призёром в абсолютном зачёте. Он занял 1-е место в отборе национальной сборной сезона 2012/13 и выиграл на Кубке мира в общем зачёте дистанцию 1500 м и занял 3-е сесто в беге на 1000 м. 
Он финишировал 3-м в предварительном раунде отбора в сборную сезона 2013/14, но так как Син Да Ун выиграл общий зачет на чемпионатах мира, Но Джин Гю смог участвовать только в эстафете. В сентябре 2013 года он обнаружил доброкачественную опухоль в левом плече, но отложил операцию, чтобы принять участие в зимних Олимпийских играх в Сочи. Тогда же на Кубке мира в Шанхае выиграл золото в беге на 1500 м. В декабре 2013 года выиграл две золотые медали в беге на 1000 м и 1500 м на зимней Универсиаде в Трентино.
В середине января 2014 года в ходе тренировки он сломал локоть и вынужден был отказаться от участия в зимних Олимпийских играх в Сочи, за которые в течение сезона успешно квалифицировался. Через неделю было сообщено, что медики диагностировали у спортсмена остеосаркому, при этом опухоль выросла до 13 сантиметров. После перенесенной операции и лечения он скончался 3 апреля 2016 года.
После четырех лет судебных разбирательств халатность больницы была частично признана. Суд обязал истца выплатить 45 миллионов вон в судебном процессе против университетской больницы Конкук и врача. Суд постановил, что, хотя больница знала о возможности злокачественной опухоли, было видно, что она не проводила активно биопсию или лечение, отдавая приоритет участию в зимней Олимпиаде в Сочи 2014 года.